# Hans Blum (Komponist)
Hans-Bernd Blum (* 23. Mai 1928 in Hannover; † 15. März 2024 in Overath) war ein deutscher Komponist, Liedtexter, Musikproduzent und Sänger. Er verfasste Schlager wie Beiß nicht gleich in jeden Apfel oder Das schöne Mädchen von Seite 1 und sang 1977 unter dem Pseudonym Henry Valentino den Hit Im Wagen vor mir. Viele seiner Schlager wurden zu Evergreens. Hans Blum lebte in Overath bei Köln.

## Anfänge

Geller-Quintett – Deine Augen seh’ ich vor mir Tag und Nacht

Blum studierte ab 1941 an der Heeresmusikschule Bückeburg, weil sie finanziell günstiger war als ein Konservatorium. Dort lernte er Kontrabass, Tuba und Klavier. Sein Lehrer spielte Kontrabass beim Leipziger Gewandhausorchester, konnte das schwer transportable Instrument über die Kriegsjahre retten und schenkte es seinem Schüler Blum. Im Jahr 1943 begann in der Heeresmusikschule an den gleichen Instrumenten auch Hans Last das Studium, der unter dem Künstlernamen James Last später weltweit erfolgreich war. Im April 1945 musste die Schule kriegsbedingt geschlossen werden, sodass die Ausbildung für beide endete. Da Hans Blum vor dem 1. April 1929 geboren wurde, kam für ihn in den letzten Kriegstagen noch die Einberufung, Last hingegen blieb vom Militär verschont.
Blum wurde nach seiner Entlassung aus der französischen Kriegsgefangenschaft zunächst Mitglied beim Bernd-Rabe-Swingtett, das auf amerikanische Swingmusik spezialisiert war. Im Februar 1948 gründete er das Geller-Quintett, das bis 1950 beim österreichischen Plattenlabel Austroton unter Vertrag war. Es bestand aus Joe Menke, Olga Geller, Paul Giese, Helga Giese (geb. Geller) und Hans Blum. Das Gesangsquintett wurde als Begleitung für eine Vielzahl von Schlageraufnahmen für Interpreten wie Ingrid Lutz, Vera Molnar oder Angèle Durand gebucht. Letztere ließ sich begleiten bei September Song / Wenn Mademoiselle Dich küsst (aufgenommen am 1. August 1951) oder Die wilden Schwäne / Leg’ Deine Hand in meine Hand (19. März 1953). Auch bei Horst Winter (1952; Dreh’ Dich doch einmal um), Vico Torriani (28. August 1952; Madonna/Maddalena), Bruce Low (Juli 1952; Der Südwind, der weht / Tennessee Waltz; Austroton 16019) tauchten sie als Begleitung auf. Das Quintett nahm aber auch selbst Platten auf, wie Du bist für mich Cleopatra (Austroton 55103; 1951) oder Schlager-Revue (Austroton 55106; 1951), und nahm an zahlreichen Revuefilmen wie Die verschleierte Maja (Kinopremiere am 31. August 1951) teil.

## Die 1950er Jahre

Hansen-Quartett – Ich hab’ Dich so lieb

Das nach Hans-Bernd Blum benannte Hansen-Quartett entstand 1950, als Hans Blum bei den ersten Fernseh-Versuchsprogrammen in Hamburg die Schwestern Ursula und Ingetraut Maschke kennenlernte, die zu dieser Zeit bereits als Geschwister Olden auftraten. Zusammen mit ihnen und Joe Menke formierte er das Hansen-Quartett, das in seiner Gründungsbesetzung aus Ingetraut Maschke, Ursula Maschke, Hans Blum (Kontrabass) und Joe Menke (Gitarre) bestand und später einigen personellen Fluktuationen unterlag.
Ab Mai 1952 gehörten Ingetraut Maschke, Nana Gualdi, Hans Blum und Joe Menke zum Quartett, ab Juni 1953 setzte sich die Gruppe aus Ingetraut Maschke, Ingeborg Müller-Menckens, Hans Blum und Rolf Simson zusammen; Besetzung ab Juli 1954: Ingetraut Maschke, Ingeborg Müller-Menckens (später: Ingeborg Langreder), Hans Blum und Tajo Giebeler. Es spielte 1953 auch live in US-Soldatenclubs.
Wie die parallel produzierende Formation Geller-Quintett waren die vier auf Begleitung von Schlagerinterpreten (Fred Bertelmann, Bruce Low) und Teilnahme an Revuefilmen spezialisiert. Als Begleitung tauchten sie für Bibi Johns vom 19. September 1954 (Katharina) bis 1957 auf. Fred Bertelmann ließ sich etwa bei Tina Marie / In Hamburg sind die Nächte lang (3. November 1955) begleiten und nahm ihre Dienste bis 1960 in Anspruch. Die B-Seite war auch Titel des gleichnamigen Films, der am 24. Februar 1956 in die Kinos kam. Kurz darauf heiratete Blum am 5. Mai 1956 Ingetraut Maschke, mit der er, mehr als 64 Jahre lang, bis zu ihrem Tod am 23. Oktober 2020 verheiratet war. Aus der Ehe gingen drei Kinder hervor.

Hans Blum – Charly Brown

Unter dem eigenen Namen nahm das Hansen-Quartett eine Vielzahl von Platten auf. Darunter befanden sich die Titel Trompeten-Joe (Electrola EG 8515; 1955), Ragtime Joe / Guaracha Ole (EG 8559; 1955), Ich hab Dich so lieb / Gut’ Nacht mein Schatz, gut’ Nacht (Columbia 27-5555; 1956), Schön ist diese Abendstunde / Rosen in schönster Pracht (EG 8571; 1956) und Adieu, Monsieur / So ist Paris (EG 8617; 1956). Sie wirkten in den Revuefilmen Gruß und Kuß vom Tegernsee (19. Dezember 1957) und dem einen Tag später uraufgeführten Kinofilm Almenrausch und Edelweiß (Der starke Max aus Halifax, Liebling, denk an mich / Ich tanz heut ohne Schuh; 20. Dezember 1957) mit.
Blum führte auch mehrere Orchester, die er häufig umbenannte, wie Orchester Hans Blum, Die Hans Blum-Band, Die Hans Blum-Combo oder das Hans Blum-Ensemble. Letzteres begleitete mit den Hansen Boys und Girls Will Brandes bei seiner Coverversion von Marina (November 1959; Rang 7 der deutschen Hitparade). Dann wagte Blum den Schritt, nicht mehr im Chor andere Interpreten zu begleiten, sondern trat unter seinem Namen bei der von Carl Ulrich Blecher getexteten deutschen Coverversion des Coasters-Hits Charly Brown auf. Der Text über einen die Lehrer stets provozierenden Schüler hielt sich sehr an die Originalvorlage und wurde in Stereo mit Overdubbing aufgenommen, sodass der Gesang wie eine mehrstimmige Gruppe klingt. Nach Veröffentlichung im Juni 1959 belegte der Titel für drei Wochen die Nummer 1 der Hitlisten und in der Bravo-Musikbox.

## Eurovision Song Contest
Blum war viermal für Deutschland am Eurovision Song Contest als Autor beteiligt. Erstmals beim Grand Prix Eurovision de la Chanson 1965, als Ulla Wiesner mit Paradies, wo bist Du? die deutsche Vorentscheidung gewann, jedoch mit null Punkten in Neapel Letzte wurde. Am 19. Februar 1966 wurde Blum mit Das Zirkuskind für Hanna Dölitsch Dritter der deutschen Vorentscheidung. Beim Eurovision Song Contest 1967 wurde Inge Brück mit Anouschka und 7 Punkten Achte; Komponist Blum hatte selbst dirigiert. Siw Malmkvist gewann 1969 die Vorentscheidung mit Primaballerina (im Stück kommt der Titel 23 Mal vor) und gelangte in Madrid mit 8 Punkten auf Rang 9. Im Jahre 1986 gewann Ingrid Peters mit Über die Brücke geh’n die Vorausscheidung und landete mit 62 Punkten im norwegischen Bergen auf dem achten Rang, wobei Blum als Dirigent live dabei war.

## Die 1960er Jahre
Die Deutschen Schlager-Festspiele konnte Blum dreimal gewinnen. Am 25. Juni 1966 siegte Wencke Myhre mit Beiß nicht gleich in jeden Apfel (Rang sechs der Hitparade), am 4. Juli 1968 gewann Harlekin mit Siw Malmkvist (1968 war Blum gleich mit drei Titeln vertreten; Rang 9), und am 4. Juni 1970 war Howard Carpendale mit Das schöne Mädchen von Seite Eins (Rang sechs der Hitparade) erfolgreich; allesamt sind diese Titel zu Evergreens geworden.
Für Graham Bonney verfasste Blum insgesamt zehn Hits, unter anderem Das Girl mit dem La-La-La (November 1966; Rang 8) und Siebenmeilenstiefel (September 1967; #6). Als am 1. Januar 1966 die US-Fernsehserie Flipper für das ZDF in Deutsch synchronisiert wurde, produzierte Blum die deutsche Version des Titelsongs als Hans Delfin und seine Kinder. Das japanische Duo Peanuts brachte im September 1967 die Blum-Komposition Bye Bye Yokohama (#30) heraus.
In Rio de Janeiro war der Komponist mit Zucker im Kaffee für Erik Silvester (Oktober 1969; #14) auf dem von Rede Globo ausgetragenen 4. Festival International Da Cançăo (internationales Songfestival) siegreich, während er in Caracas (Venezuela) Deutschland dreimal beim Festival Ondo Nueva vertrat.
1967 betätigte Blum sich nicht nur als Komponist, sondern übernahm auch die Rolle des Dirigenten, als er sein Orchester die Melodie „Swinging girls of Hamburg“ zu Ehren des Hamburger Fernsehballetts einspielen ließ, das u. a. in der TV-Sendung „Musik aus Studio B“ auftrat. Diese Melodie wurde kurz darauf für einen Song verwendet, den der NDR exklusiv zusammen mit Billy Mo, Bill Ramsey und Gus Backus produzierte und der in Folge 47 von „Musik aus Studio B“ gesendet wurde („Ich bin Billy, ich bin Bill, ich bin Gus“).
Eine mit Teppichen an seiner Haustür handelnde schwangere fahrende Händlerin inspirierte Blum zum Titel Zigeunerjunge. Als Alexandra das Notenblatt hiervon auf Blums Klavier vorfand, packte sie ihre Gitarre aus und war vom Song begeistert. Der Song wurde ihr erster Titel und ihr Durchbruch. Der von Fred Weyrich produzierte Titel war der deutsche Beitrag zum Songfestival in Karlsbad am 22. Juni 1968 (3. Intervisions Song Festival). Mit einem Rang 22 war die in a-Moll und h-Moll gehaltene sentimentale Ballade mit Alexandras Altstimme ihre erfolgreichste Platzierung. Der Titel Maskenball von Blum war als Alexandras zweite Single geplant, wurde jedoch durch Sehnsucht (Das Lied der Taiga) verdrängt, das nicht von Blum stammte. Von Maskenball existiert ein nie gesendeter uneditierter Filmmitschnitt der Wochenschau vom Januar 1968, erst im November 2000 wurde die Single mit einer limitierten Auflage von 500 Exemplaren veröffentlicht. 1968 wurden mindestens 19 Titel aus der Feder Blums veröffentlicht, davon alleine sechs für Alexandra (so auch Im sechsten Stock, November 1968). 1969 war mit wenigstens 31 Titeln Blums produktivstes Jahr.
Im Jahr 1964 produzierte Blum als Auftragsarbeit der beiden Fans des damaligen Meidericher Spielvereins (später MSV Duisburg), Georg Bangert und Walter Bovelet, den Zebratwist, der immer noch bei jedem Heimspiel des MSV gespielt wird und die wohl älteste Stadionhymne Deutschlands ist.

## Die 1970er Jahre und später
Am 27. Februar 1971 sang Katja Ebstein seine Komposition Ich glaube an die Liebe auf der Welt in der Vorausscheidung Ein Lied für Dublin (1971) und belegte Platz zwei. Das Leben beginnt jeden Tag war seine Komposition für die nächste Ausscheidung Ein Lied für Edinburgh am 19. Februar 1972, doch Sängerin Sandra Haas kam nicht in die zweite Runde. Die Französin Séverine präsentierte Jetzt geht die Party richtig los auf dem Deutschen Schlager-Wettbewerb, der am 19. September 1973 stattfand, und belegte damit einen sechsten Platz.
Mit tiefer Reibeisenstimme startete Blum unter dem Pseudonym Henry Valentino Anfang 1974 ein Comeback als Interpret. Erste Single war Ich hab’ Dein Knie geseh’n, die im Dezember 1974 bis auf Rang elf vordrang. Die auf Ragtime getrimmte Aufnahme basiert auf dem letzten Teil des Vorspiels zu Giuseppe Verdis La traviata. Als Komponist Blum 1976 im Stau stand und im Wagen vor sich ein „nettes Geschöpf mit wallendem Haar“ sah, stellte er beim Überholen fest, dass es sich um einen langhaarigen Mann handelte. Dieses Erlebnis gab die Vorlage zum Valentino-Hit Im Wagen vor mir mit Sängerin Uschi (Ursula Peysang), der im Oktober 1977 veröffentlicht wurde und Platz acht erreichen konnte; der Song verblieb für 33 Wochen in den Charts. Diese Platzierung war die höchste, die Blum unter seinem Pseudonym Henry Valentino erreichen konnte. Zudem konnten sich er und seine Gesangspartnerin 1978 3-mal in der ZDF-Hitparade platzieren. In der 101. Ausgabe vom 9. Januar 1978 auf Platz 8, am 6. März 1978 in Ausgabe 102 auf Platz 5 und am 3. April 1978 in Ausgabe 103 nochmals Platz 5. Das im Song vorkommende „radam-radam, rada-dada-dam“ geht auf eine Idee seiner Ehefrau zurück. Parodistische Coverversionen wurden von Adam und die Micky’s (Im Wagen vor mir fährt so’n alte Simpel, 1978), den Toten Hosen unter dem Pseudonym Die Roten Rosen (1987), Otto Waalkes (Im Wagen vor mir sitzt ne alte Hexe), Michael „Bully“ Herbig und Sasha (Im Planwagen vor mir), Die Gerd Show (Im Wahlkampf vor mir (Zonenmädchen), 2005), Dennis & Jesko als Ali Schlüter – Bin Laden (Bin Laden vor mir, 2009), Schäfer Heinrich (Im Traktor vor mir, 2012) und der Comedygruppe Eure Mütter (Oh Shit, mein Traumboy, 2001) gesungen. Es folgten ab 1980 noch Duette mit Daffi Cramer, einer damals 26-jährigen Kölnerin, und 2002 mit der Fernsehmoderatorin Katrin Huß.
Hildegard Knef übernahm Blums Komposition Der alte Wolf (Februar 1974), zusammen mit Frank Farian und Fred Jay verfasste er für Boney M. den auf einer historischen Figur beruhenden Titel El Lute (Juli 1979; Rang 1), den letzten Tophit für die Gruppe. Der Besungene befand sich zur Zeit der Veröffentlichung noch im spanischen Gefängnis und bekam von der Gruppe die hierfür verliehene Goldene Schallplatte geschenkt. Die Komposition zu El Lute lag zum Zeitpunkt der Veröffentlichung als Single für Boney M. bereits ca. sechs Jahre in der Schublade. Im Jahr 1973 hatte Blum die spätere Erfolgskomposition als Ich hab dich lieb, so lieb des Hans-Blum-Sounds veröffentlicht, die allerdings von der breiten Öffentlichkeit weitestgehend unbeachtet geblieben war. Zuweilen trat Blum auf Veranstaltungen und in Talk-Shows auf, etwa am 29. April 2011 in der TV-Talkshow Kölner Treff.
Blum starb am 15. März 2024 zu Hause. Er wurde 95 Jahre alt.

## Orchesterleiter und Texter
Blum fungierte häufig als Orchesterleiter, so etwa bei Bibi Johns (Das Glück hat noch keinen vergessen, aufgenommen am 19. April 1958, Dir zuliebe vom 18. April 1958 und zwei weitere Titel), Bruce Low (Good bye Sheriff, 1959), für die Lale-Andersen-EP Lale Andersen singt plattdeutsche Lieder (1960) sowie bei den Hep-Stars (Warten auf den Tag, Dezember 1968) und bei Liesbeth List (Der Herr Marquis, Januar 1969). Er textete für Graham Bonney (Alle Kirschen, Februar 1970), Peter Beil (Heute Nacht, Coverversion von El cóndor pasa, August 1970), Rita Sandor (Cassata in Milano, November 1970), Iwan Rebroff (Titelsong der gleichnamigen LP: Mein Russland, Du bist schön, 1971), Renate Kern (Andiamo Amigo, vorgestellt in der ZDF-Hitparade am 4. August 1973; Schmetterling flieg, 1975). Roy Black übernahm Wilde Kirschen blühen früh (Juli 1983), Nicole interpretierte Sommerregen auf ihrer LP So viele Lieder sind in mir (Oktober 1983).

## Diskografie mit Blum als Interpret (Auswahl)
Als Geller-Quintett:
- Komm’, geh’ mit mir gemeinsam mit Charles Nora, August 1951
- Du bist für mich Cleopatra / Ade, Ade, Adele (Austroton 55103), 1951
- Schlager-Revue (Austroton 55106), 1951
- Nimm Dir nie eine Frau aus Kastilien (Elite-Special 60006), 1951
- Deine Augen seh’ ich vor mir Tag und Nacht / Samt und Seide (Austroton 40007), 1951
- Dreh’ dich noch einmal um / Denk’ an mich mit Horst Winter (Telefunken 11299), 1952
- Jodel-Echo / Ich kann nun mal das Jodeln nicht mehr lassen mit Vico Torriani (Decca F 43419), 1952
- Maria Dolores / Auf dem Canale Grande (Decca F 43 420) mit Vico Torriani, 1952
- Stop / Happy, Happy Days (Wenn ich will, stiehlt der Bill für mich Pferde) mit Vera Molnar (Austroton 58432), 1953

Als Hansen-Quartett:
- Es wird immer wieder Tag (The High And Mighty), aufgenommen am 28. Februar 1955
- Im Hotel „Zum grünen Hut“ / Tu’ doch nur nicht so (Odeon O-28.757), 1955
- Dudel-Dudel-Dandy / Arm oder reich (Columbia 27-5.523), 1956
- Sambesi / Der Niko-Niko-Nikolaus (Columbia 27-5.524), 1956
- Holiday am Wörthersee / Tip-tippi-tap (Columbia 27-5.535), 1956
- Ich hab’ dich so lieb (I Got You on My Mind) / Gute Nacht, mein Schatz (Goodnight, Sweetheart, Goodnight) (Columbia 27-5.555), 1956
- Dann denk an mich (My Happiness) / Wenn ich dich verliere (I Almost Lost my Mind) (Columbia 27-5.565), 1957
- Deine Liebe (True Love) / Immer wieder liebe ich dich (Love me Tender) (Columbia 27-5.570), 1957
- Heiß, heiß, heiß (sind die Nächte in Hawaii) / Wenn das Kreuz des Südens (Electrola 21 174), Mai 1959

Als Die Hansen-Boys und Girls (All Star Band, Ltg. Hans Blum):
- Darum träum’ ich nur von Dir (All I Have to Do is Dream) (Columbia C 20 971), 1958

Hans Blum:
- Charly Brown / Wer weiß warum (Electrola 21 184), Juni 1959
- Max und Moritz / Nein ich will das nicht (Electrola 21 645), Dezember 1960
- Es begann (I’m Alive) / Vergeben, Vergessen (Deutsche Vogue DVS 14465), Januar 1966
- Sound Of My Life (als Hans Blum And His Music, Hansa C 86 144), o. J. [1972/1973]

Rex & Ricki:
- Du bist mein Typ / Gänsehaut mit Rex Gildo (Electrola 21 298), November 1959

Henry Valentino:
- Ich hab’ Dein Knie gesehn’ / Charly Brown (Epic EPC 2639), Dezember 1974
- Henry zeig dich mal ohne, ohne die Melone / Der alte Wolf (Epic EPC 3100), 1975
- Im Wagen vor mir (war damit 3-mal in der ZDF-Hitparade 1978 vertreten) / Sie nannten ihn Sunny-Boy – Henry Valentino & Uschi (Crystal 006 32 243), Oktober 1977
- Grünes Licht für Rock’n’Roll / Auf ’ner Wolke mit ’ner Harfe – Henry Valentino & Uschi P. (Crystal 006 32 644), 1977
- Wenn Du mich fragst, ich bin dabei, wir machen uns das schön wir zwei / Bitte versteh’ – Henry Valentino & Uschi (Crystal 006 32 773), Mai 1978
- Überholen verboten / Schönes fremdes Mädchen (Crystal 006 45 111), November 1978
- Das war’n die 50er Jahre / Der andere Morgen (Crystal 006 45 609), August 1979
- Ich steh’ im Halteverbot / Was wir aus Liebe tun – Henry Valentino & Daffi (Cramer) (Hansa 101 162-100), 1979
- Die Frau am Steuer / Du bist Schuld – Henry Valentino & Uschi (Hansa 101 239-100), 1981
- Liebes altes Haus / Auf mich wird niemand warten (Electrola 46 279), April 1981
- Sie tanzt allein (war damit unter den Neuvorstellungen der 147. Ausgabe der ZDF-Hitparade vom 9. November 1981 vertreten) / Meine Schuhe (EMI-Electrola 1C 006-46 399), Oktober 1981
- So werd' ich nie mehr tanzen (...wie mit Dir) / Im Wagen vor mir (Neuaufnahme 1989) (Ariola 112 463), August 1989